# Carmen (Bohol)
Carmen (Bayan ng Carmen) är en kommun i Filippinerna. Kommunen tillhör provinsen Bohol och ligger på ön med samma namn. Folkmängden uppgår till 40 713 invånare.

## Bildgalleri

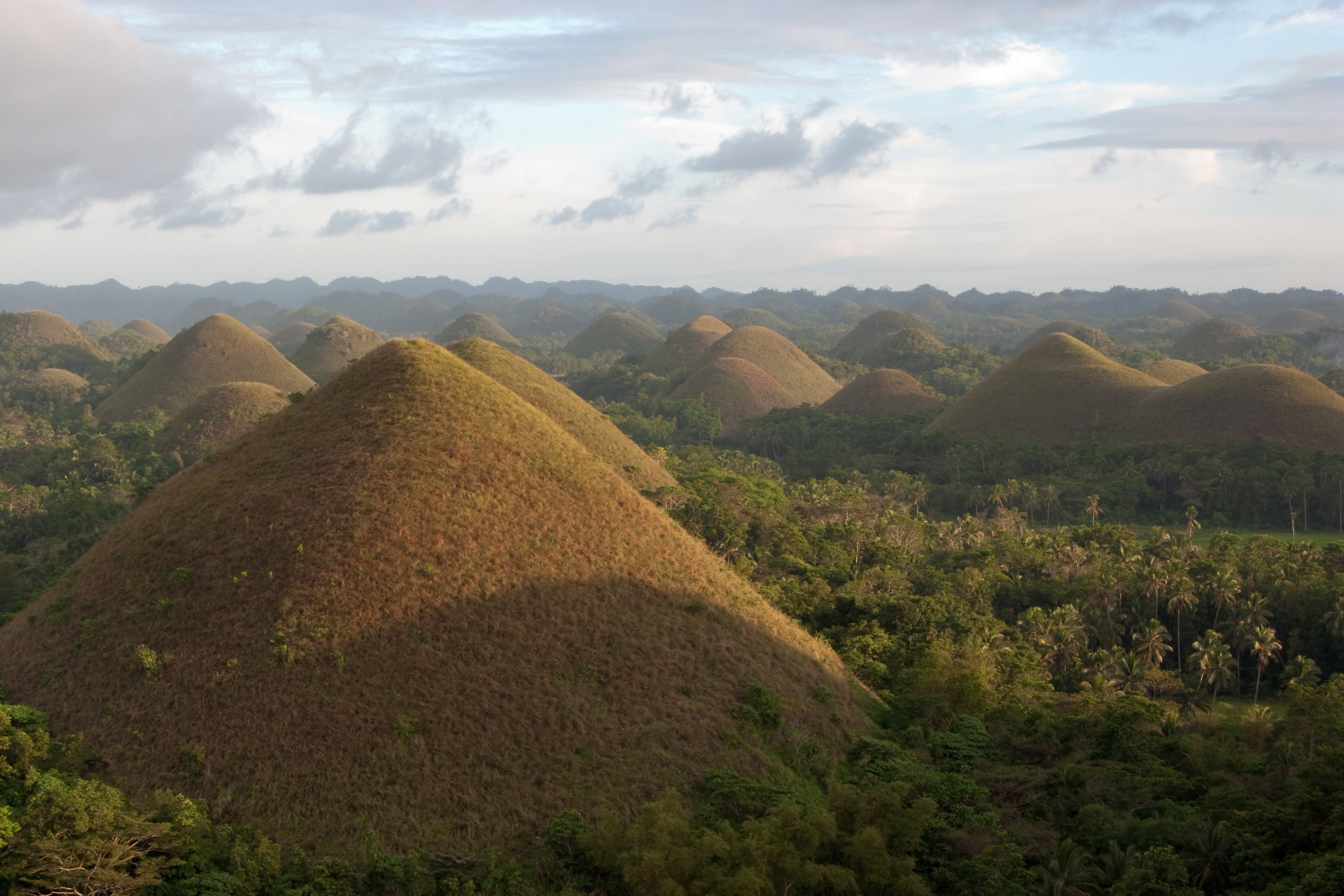
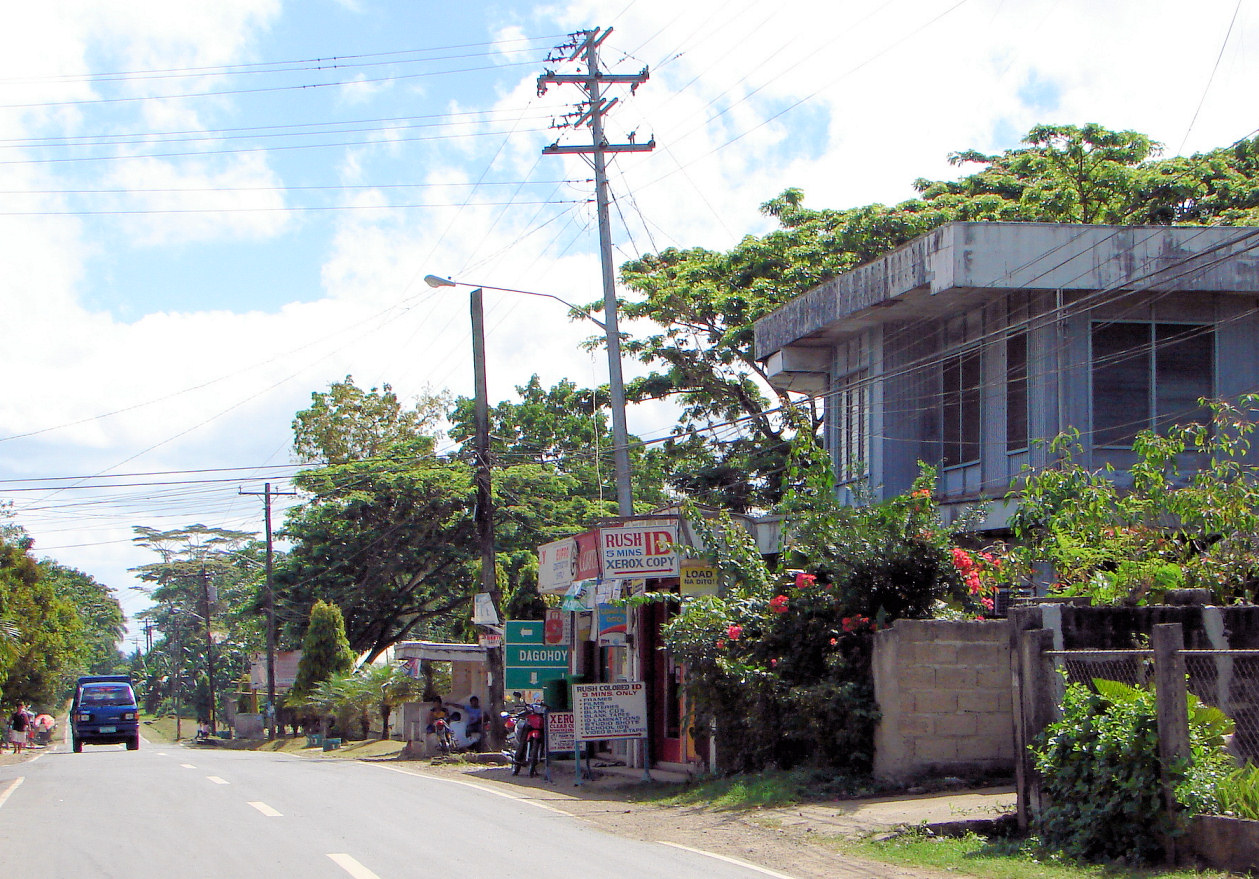
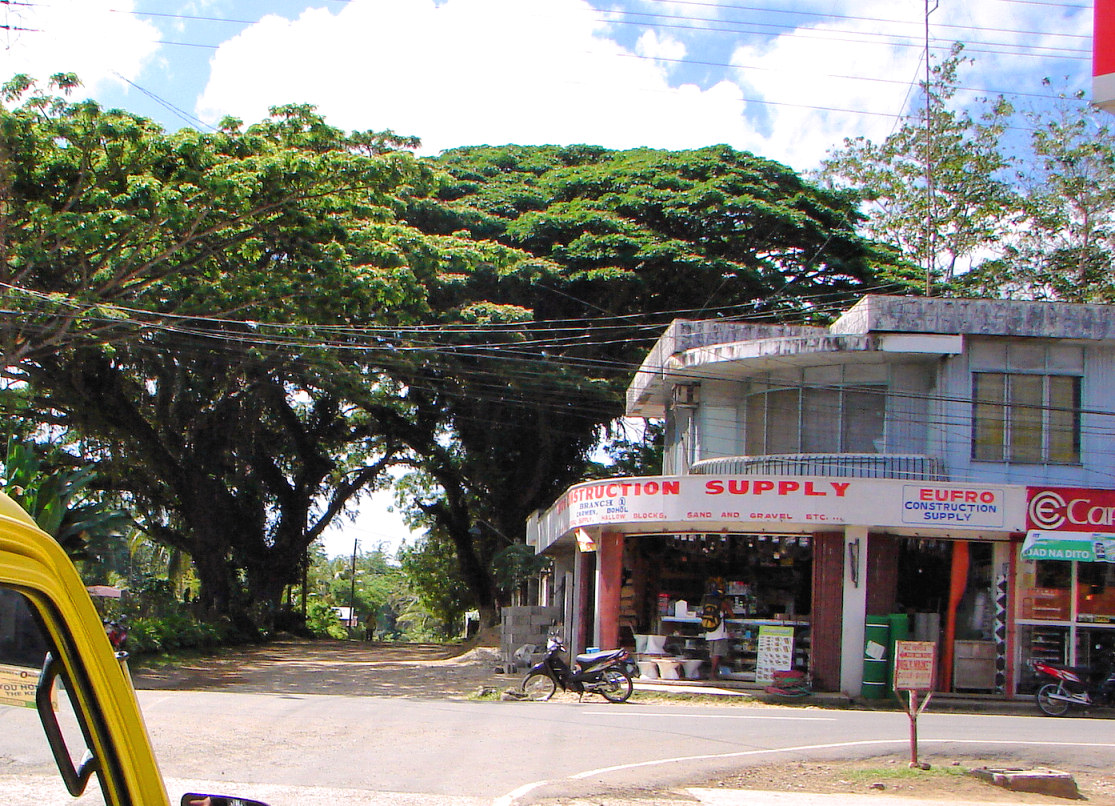
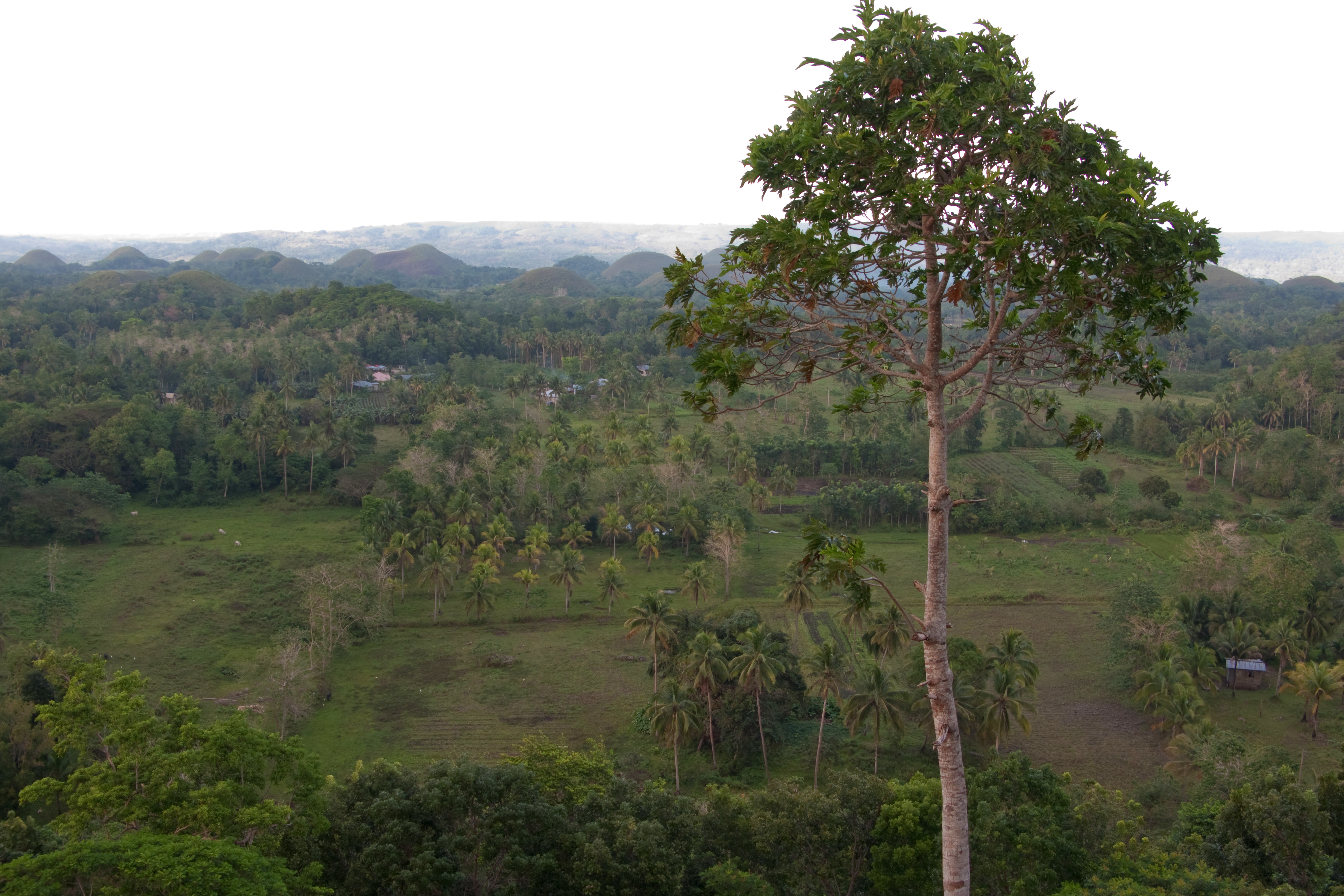

## Barangayer
Carmen är indelat i 29 barangayer.
| - Alegria - Bicao - Buenavista - Buenos Aires - Calatrava - El Progreso - El Salvador - Guadalupe - Katipunan - La Libertad - La Paz - La Salvacion - La Victoria - Matin-ao - Montehermoso | - Montesuerte - Montesunting - Montevideo - Nueva Fuerza - Nueva Vida Este - Nueva Vida Sur - Nueva Vida Norte - Poblacion Norte - Poblacion Sur - Tambo-an - Vallehermoso - Villaflor - Villafuerte - Villarcayo |